# سید مصطفی احمدی
سید مصطفی احمدی (زادهٔ ۳۰ شهریور ۱۳۶۵) سرمایه‌گذار و تهیه‌کننده ایرانی است.

## آثار

### سینما
| فیلم سینمایی      | سال تولید | نقش       | کارگردان          |
| ----------------- | --------- | --------- | ----------------- |
| بی بدن            | ۱۴۰۲      | تهیه‌کننده | مرتضی علیزاده     |
| صبحانه با زرافه‌ها | ۱۴۰۲      | تهیه‌کننده | سروش صحت          |
| درخت گردو         | ۱۳۹۸      | تهیه‌کننده | محمد حسین مهدویان |

### برنامه تلویزیونی
| نام برنامه | نقش       | کارگردان    |
| ---------- | --------- | ----------- |
| دورهمی     | تهیه‌کننده | مهران مدیری |

### شبکه نمایش خانگی
| نام سریال         | سال تولید | نقش        | کارگردان       |
| ----------------- | --------- | ---------- | -------------- |
| هیولا             | ۱۳۹۸      | تهیه‌کننده  | مهران مدیری    |
| درایور            | ۱۴۰۰      | تهیه کننده | سید مصطفی آزاد |
| راز بقا           | ۱۴۰۱      | تهیه‌کننده  | سعید آقاخانی   |
| شهرک کلیله و دمنه | ۱۴۰۱      | تهیه‌کننده  | مرضیه برومند   |
| آفتاب پرست        | ۱۴۰۱      | تهیه‌کننده  | برزو نیک‌نژاد   |